# Достающее звено
«Достающее звено» — книга в двух томах антрополога и популяризатора науки С. В. Дробышевского. Была опубликована издательством Corpus в 2017 году двумя отдельными изданиями: «Достающее звено. Книга первая. Обезьяны и все-все-все» и «Достающее звено. Книга вторая. Человек». Работа появилась из авторского проекта Дробышевского на научно-просветительском портале Антропогенез.ру, научным редактором которого он является.

## История написания
По словам автора книги Станислава Дробышевского, идея написания этой работы вынашивалась им много лет: существовала потребность в пособии, которое бы доступно рассказывало об антропологии и антропогенезе широкому кругу читателей. Начав совместную работу с Александром Соколовым над проектом Антропогенез.ру, Дробышевский публиковал задуманные тексты в виде новостей на сайте в авторском проекте «Достающее звено». Эти статьи стали основой для будущей работы антрополога, который на протяжении полутора лет занимался её написанием. По словам автора, идея книги возникла главным образом из общения с людьми, которые задавали учёному вопросы в личных сообщениях и по электронной почте. «Достающее звено» сам Дробышевский характеризует как «сочетание конспектов моих лекций, текстов с «Антропогенеза.ру», разумеется обновлённых, и большое количество дополнительных материалов». Также он отмечает, что при написании работы учитывал новейшие на тот момент научные данные с учётом истории антропологии, начиная с XIX века.

## Награды
В 2017 году книга «Достающее звено» вошла в шорт-лист премии «Просветитель». В 2018 году книга стала лауреатом Литературной премии имени Александра Беляева в номинации «Лучшая оригинальная просветительская книга года». Станислав Дробышевский стал лауреатом премии «За верность науке» в номинации «Популяризатор науки — 2017».  В 2022 году книга получила высокие оценки экспертов программы «Всенаука», её второй том вошёл в число книг, распространяемых легально и бесплатно.

## Отзывы
Литературный критик Галина Юзефович высоко оценила достоинства произведения, поставив в заслугу книги ироничную лёгкость и увлекательность. По её мнению, написанная с юмором книга Дробышевского способна увлечь даже далёкого от антропологии читателя. Писатель и литературный критик Сергей Кумыш в своём кратком обзоре на книгу ставит в заслугу автору то, что ему удаётся «на протяжении всей книги удерживать читательское внимание на одном и том же уровне, и в итоге подарить ни с чем не сравнимое счастье владения фактом людям, от академического мира безнадежно далеким».